# The Teahouse
Pour plus de détails, voir Fiche technique et Distribution.
The Teahouse (成记茶楼, Chéng jì chálóu) est un film hongkongais réalisé par Kuei Chih-Hung, sorti en 1974.
Ce film a une suite : Big Brother Cheng.

## Synopsis
Wang Cheng, un jeune homme patron informel de la maison de thé éponyme servant de point d'ancrage à une communauté immigrée du continent et fragile socio-économiquement, est confronté à diverses péripéties liées aux activités criminelles d'organisations mafieuses et à une politique judiciaire présentée comme laxiste vis-à-vis de la délinquance juvénile.

## Fiche technique
- Titre original : 成记茶楼, Chéng jì chálóu
- Titre français : The Teahouse
- Réalisation : Kuei Chih-Hung
- Scénario : On Szeto et Chiang Chih-nan
- Société de production : Shaw Brothers
- Pays d'origine : Hong Kong
- Format : Couleurs - 35 mm - 2,35:1
- Genre : action, drame
- Date de sortie : 19 octobre 1974

## Distribution
- Chen Kuan-tai : Wang Cheng, dit Grand-Frère, un parrain
- Yeh Ling-chih : une jeune veuve séduisante
- Liu Wu-chi : Hsien Chu, une jeune fille d'origine asiatique
- Cheng Kang : un juge laxiste envers les jeunes délinquants
- Tung Lin : un policier
- Bruce Le : Hsi Tieng
- Lin Feng : Tan Yen-yung
- Yang Chih-ching : Tso Fa-dat
- Feng Jing-wen : M. Lui, un entrepreneur
- Fan Mei-sheng : un employé de M. Lui
- Ching Siu-tung : un employé de M. Lui